# Мэйбрик, Джеймс
Джеймс Мэ́йбрик (англ. James Maybrick; 25 октября 1838 или 24 октября 1838, Ливерпуль, Ланкашир — 11 мая 1889[…], Ливерпуль, Ланкашир) — британский торговец хлопком. Получил широкую известность как один из подозреваемых по делу серийных убийц «Джека-потрошителя» и «Убийцы служанок». Также его рассматривают в качестве предполагаемого автора литературной мистификации «Дневник Джека-потрошителя». Брат композитора и певца Майкла Мэйбрика.

## Биография
Родился 24-25 октября 1838 года в Ливерпуле третьим из семи сыновей в семье гравёра Уильяма Мэйбрика и его жены Сюзанны. Начав заниматься торговлей хлопком Мэйбрик был вынужден совершать постоянные поездки в США и в 1871 году поселился в Норфолке (штат Виргиния), где открыл филиал своей компании. Проживая там в 1874 году он заболел малярией, которую пробовал лечить лекарством, содержащим мышьяк и стрихнин; из-за чего на всю жизнь стал зависимым от наркотиков.
12 марта 1880 года он отплыл из Нью-Йорка в Ливерпуль добравшись до места назначения через шесть дней. Во время путешествия он познакомился с восемнадцатилетней Флоренс (Флори) Элизабет Чандлер, дочерью банкира из Мобила (штат Алабама) и у них быстро завязались отношения и, несмотря на значительную разницу в возрасте, они начали готовиться к свадьбе. Венчание прошло 27 июля 1881 года в Церкви святого Иакова на улице Пикадилли в Лондоне. Супружеская пара вернулась в Ливерпуль, где поселилась в доме Мэйбрика «Дом битвы» (англ. Battlecrease House), расположенном в Эгбурте, южном пригороде. В браке родилось двое детей: сын Джеймс Чендлер («Бобо») 1882 года рождения и дочь Глэдис Эвелин, 1886 года рождения. Однако в дальнейшем отношения между супругами охладели, поскольку Мэйбрик возобновил отношения со своими многочисленными любовницами, в то время как его жена завела роман с хлопковым брокером Альфредом Бриерли.

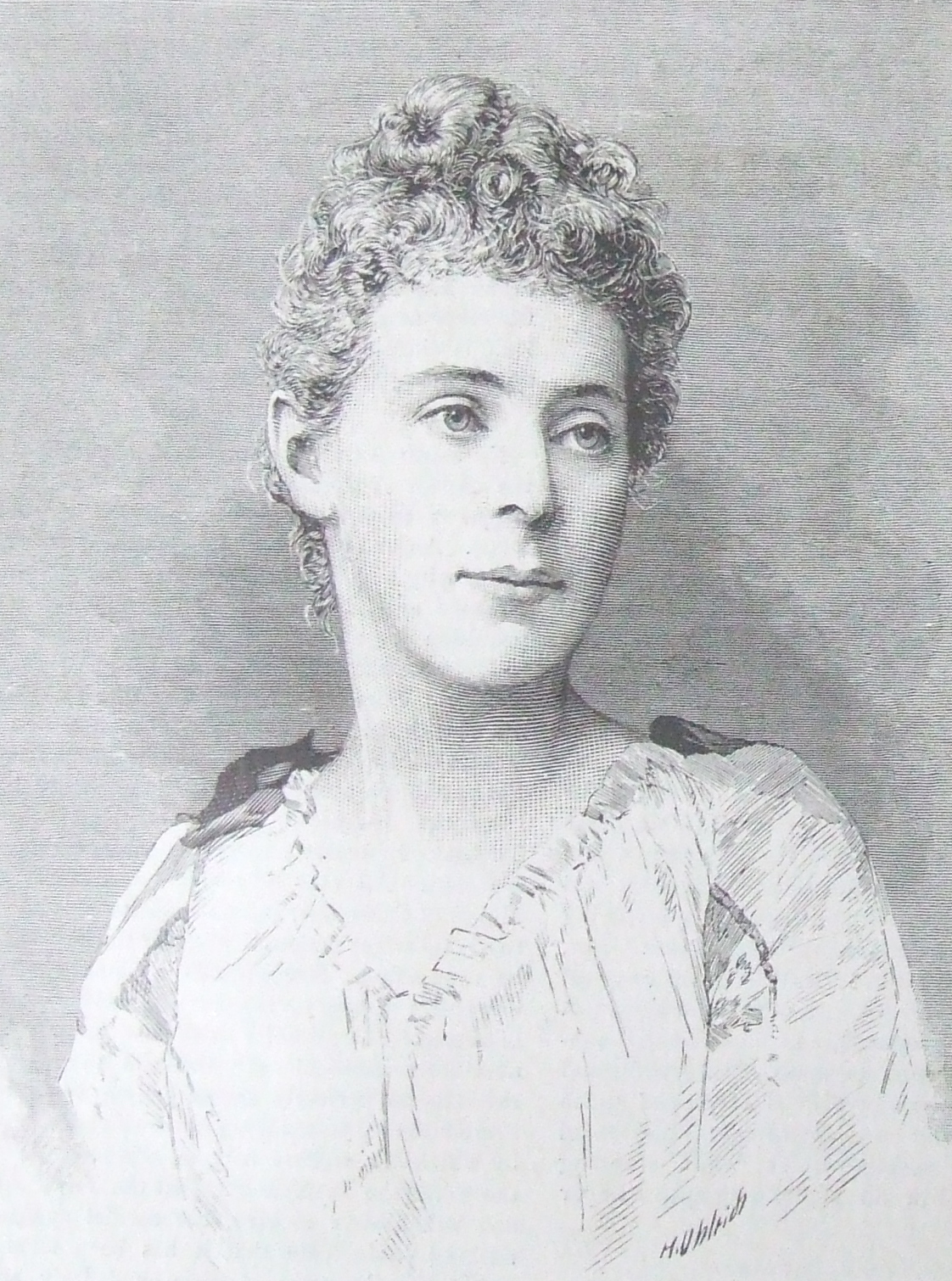
Флоренс Мэйбрик (из The Graphic за 1889 год)

27 апреля 1889 года состояние здоровья Мэйбрика внезапно ухудшилось и пятнадцать дней спустя он умер в своём доме в Эгбурте. Его братья с подозрением отнеслись в обстоятельствам смерти, а расследование полиции, проведённое в местной гостинице, пришло к выводу, что отравление мышьяком, которое осуществили неизвестные лица, является наиболее вероятной причиной. Подозрение немедленно пало на Флоренс, и несколько дней спустя её арестовали. Она предстала перед Ливерпульским судом короны, и после долгих разбирательств, справедливость которых в последующие годы стала предметом ряда дискуссий, она была признана виновной в убийстве и приговорена Джеймсом Фитцджеймсо Стивеном к смертной казни через повешение. Вопрос о том, как судья рассматривал её дело, был поставлен под сомнение, и это стало причиной того, что её приговор был заменён на пожизненное заключение, часть которого она отбывала в тюрьме в Уокинге (графство Суррей), а затем в «Доме задержания» (англ. House of Detention) в Эйлсбери (графство Бакингемшир). В дальнейшем её дело было пересмотрено и в 1904 году она вышла на свободу. Остаток жизни она провела зарабатывая себе на хлеб различными профессиями и умерла 23 октября 1941 года всеми забытая и в нищете. С первого дня своего тюремного заключения и до самой смерти она так больше никогда не увидела своих детей, которых взяли к себе на воспитание доктор Чарльз Чиннер Фуллер и его жена Гертруда, а Джеймс-младший даже взял себе фамилию приёмных родителей. Он работал горным инженером в Британской Колумбии и погиб в 1911 году, в возрасте 29 лет, отравившись, во время работы на канадском золотом руднике Ле Рой, водой, в которой содержался цианид. Его сестра Глэдис переехала жить в Райд (остров Уайт) вместе с своими дядей и тётей Майклом и Лорой (урождённой Уизерс) Мэйбрик, а затем, в 1912 году, в Хэмпстеде (Лондон) вышла замуж за Фредерика Джеймса Корбина. Она умерла в Южном Уэльсе в 1971 году, где пара жила в последующие годы.

## Дебаты о личности Джека-потрошителя

### «Дневник Джека-потрошителя»
В 1992 году Майкл Барретт, безработный торговец металлоломом из Ливерпуля, обратился в литературное агентство в Лондоне, принеся с собой переплетённый в старинную кожаную обложку блокнот, в котором автор текста утверждал, что именно он являлся Джеком-потрошителем. Несмотря на отсутствие какого-либо имени, в рукописи содержались намёки и ссылки, указывающие на повседневную жизнь и привычки Мэйбрика, и, таким образом, читатели должны были поверить, что это он. Автор документа в течение нескольких месяцев подробно описывает предполагаемые действия и преступления, принимая во внимание убийство пяти канонических жертв, наиболее часто приписываемых Джеку-потрошителю, а также два других убийства, которые до настоящего времени не были установлены историками.
Сам Барретт утверждал, что «дневник Мэйбрика» ему достался в подарок от друга Тони Деверо (вскоре неожиданно умершего от сердечного приступа), с которым он встретился в пабе. После того как это было поставлено под сомнение, история обретения изменилась. Его жена Энн Барретт (в девичестве Грэм) сообщила, что дневник принадлежал её семье столько времени, сколько она себя помнит, и она обратилась с просьбой к Деверо, чтобы тот передал рукопись её мужу, потому что Барретт стремился стать писателем, и она подумала, что он мог бы написать книгу об этом. Она не стал говорить ему, что документ принадлежит её семье, поскольку опасалась, что он спросит об этом отца, в то время как отношения между двумя мужчинами были напряжёнными.
Немногие эксперты с самого начала поверили в подлинность, а большинство сразу же отклонили её как подделку, хотя некоторые продолжали считать, что есть вероятности того, что данный документ может быть подлинным. Эксперты, проводившие анализы чернил и бумаги, а также прибегавшие к иным способам датировки дневника, высказывали разнообразные суждения относительно его аутентичности. Так сравнения подписи Мэйбрика в дневнике с имеющимися подлинными образцами из других источников показали отсутствие совпадений. Высказывалось мнение, что временем создания дневника является период с 1909 по 1933 год, а не в 1880-е годы. Несмотря на сомнения агентство привлекло в качестве эксперта журналиста Ширли Харрисон, которая занималась изучением истории Джека-потрошителя. Она посчитала документ подлинным и даже написала к нему 200-страничное предисловие. Но со временем круг желающих заниматься рукописью всё сильнее сужался. Американское издательство «Гиперион», чтобы окупить уже сделанные расходы, приняло решение издать рукопись, а его руководитель Роберт Миллер даже заявил: «Безусловно, если это мистификация, то очень старая и тщательно подготовленная. Кто написал это и почему?». Рукопись была опубликована в 1993 году (к этому времени дневник предполагали опубликовать в журналах США и в качестве книги в более чем десяти странах Азии и Европы) как «Дневник Джека-потрошителя» и тут же вызвала ещё более острую дискуссию. Сторонники подлинности настаивали на том, что в документе содержатся многочисленные факты, о которых стало известно из недавно опубликованных протоколов расследований убийств Скотленд-Ярда, где, среди прочего, сообщались подробные описания изуродованных тел жертв. Отсюда ими делался вывод, что про эти сведения (в частности факт того, что вопреки ранее опубликованным материалам, одна из жертв не являлась беременной) мог знать настоящий Джек-потрошитель, но не знал создатель подложного дневника. Тем не менее, их оппоненты, в свою очередь, доказали, что все знания подобного рода у автора дневника касаются только новооткрытых данных, ставшим известными до 1987 года, в то время как более поздние сведения, остались для него неизвестными, следовательно фальсификатор мог принять во внимание данные появившиеся до 1987, когда рукопись самого дневника издатели увидели лишь в 1991 году.
Экспертизы чернил, использованных для написания дневника, оказались противоречивыми. Первый анализ при помощи тонкослойной хроматографии показал, что в чернилах не содержалось железо, а вместо него присутствовал синтетических краситель нигрозин, который в 1867 году был запатентован и выпущен на рынок, и к 1870-м годам широко использовался в чернилах для письма. Второй анализ с применением тонкослойной хроматографии не обнаружил ничего в чернилах, несовместимых с датой 1888 года, а также установил, что чернила содержали железо и натрий, но не нигрозин. Третий анализ с привлечением тонкослойной хроматографии не обнаружил ничего несовместимого с викторианским периодом. Была предпринята попытка проведения четвёртого анализа с применением того же метода, но его не удалось выполнить.
Для точного определения датировки чернил было проведено несколько анализов с целью выяснить, содержат ли чернила хлорацетамид, поскольку в 1857 году данный консервант был включён в Мерк индекс, но до 1972 года не использовался в чернилах на продажу. В 1995 году доктор Эрл Моррис из компании Dow Chemical заявил, что хлорацетамид был обнаружен в препаратах ещё в 1857 году. Четвёртый анализ, на этот раз с помощью газовой хроматографии, показал нынешнее присутствие хлорацетамида в 6,5 части на миллион. Пятый анализ с привлечением тонкослойной хроматографии обнаружил следы хлорацетамида, но это было связано с недостаточностью научного контроля. Испытание было проведено снова, и хлорацетамид не был найден. Анализ повторили и не было обнаружено никакого хлорацетамида.
Эксперт по историческим документам Кеннет Ренделл провёл собственный анализ документа, установив, что стиль почерка в большей степени относится в XX веку, нежели к викторианской эпохе. Он также отметил фактические противоречия и несоответствия почерка. Кроме того он нашёл подозрительным, что для дневника был использован настоящий викторианский альбом для вырезок, но с разорванными 20 страницами на переднем крае, поскольку у предполагаемого автора не было логического объяснения использовать такую книгу. Тем не менее, когда издательство Hyperion Press в 1993 году опубликовало «Дневник Джека-потрошителя», то полностью включило в книгу семистраничный отчёт Ренделла подготовленный для Time Warner Books, где доказывалось, что данная публикация является подделкой, добавив к нему собственное пятистраничное опровержение, где выразило полное несогласие со всеми выводами Рэнделла.
В январе 1995 года Майкл Барретт в двух отдельных аффидевитах, показал что являлся «автором рукописи, написанной моей женой Энн Барретт под мою диктовку, которая известна как „Дневник Джека-потрошителя“», однако впоследствии возникла ещё большая путаница, когда солиситор Барретта отозвал его аффидевит, а затем отозвал опровержение Барретта.

### Карманные часы
В июне 1993 года некий Альберт Джонсон Уолласи представил вниманию общественности карманные часы, изготовленные Уильямом Верити из Ротуэлла (графство Уэст-Йоркшир) в 1848—1849 годах. На их обратной стороне было нацарапано имя „Дж. Мэйбрик“ (англ. J. Maybrick), наряду со словами «Я — Джек» (англ. I am Jack) и инициалами всех пяти канонических жертв Джека-потрошителя. В том же году экспертизу часов, при помощи электронного микроскопа, провёл научный сотрудник Центра коррозии и защиты Института науки и технологий Манчестерского университета Стивен Тургус. В 1994 году исследование часов, посредством электронного микроскопа и Оже-спектроскопии, провёл научный сотрудник Центра анализа интерфейса Бристольского университета Роберт Уайлд.